# Laura de Vaan
Laura de Vaan (* 11. August 1980 in Uden) ist eine ehemalige niederländische Handbikerin. Sie startete in der Klasse H5.

## Sportliche Laufbahn
Laura de Vaan sitzt seit 1996 im Rollstuhl, nachdem sie sich bei einem Treppensturz verletzt hatte und seitdem an einem komplexes regionalen Schmerzsyndrom (CRPS) leidet. Schon bald schaute sie sich nach einer Sportart um, die sie auch mit Rollstuhl ausüben konnte und spielte zunächst Rollstuhltennis. Nach einigen Jahren konnte sie jedoch diese Sportart aus körperlichen Gründen nicht mehr weiter betreiben und wechselte 2004 zum Handbiken.
2005 bestritt de Vaan ihren ersten Handbike-Wettbewerb und nahm erstmals an europäischen Meisterschaften statt. De Vaan: „Zu jedermanns Überraschung und auch zu meiner eigenen kam ich mit Bronze nach Hause.“ Sie gewann zwei Medaillen, jeweils eine im Straßenrennen und im Einzelzeitfahren.
2008 nahm Laura de Vaan erstmals an den Sommer-Paralympics teil, vier Jahre später, bei den Sommer-Paralympics 2012 in London errang sie zwei Medaillen: eine bronzene mit Einzelzeitfahren hinter den Deutschen Andrea Eskau und Dorothee Vieth, eine silberne im Straßenrennen hinter Eskau. 2011 errang sie den Weltmeistertitel im Einzelzeitfahren. Nach mehreren Podiumsplätzen bei UCI-Paracycling-Straßenweltmeisterschaften konnte sie 2015 diesen Erfolg wiederholen. 2016 errang sie bei den Paralympics in Rio de Janeiro zwei Medaillen, eine silberne im Straßenrennen sowie eine bronzene im Einzelzeitfahren. Bei den UCI-Paracycling-Straßenweltmeisterschaften 2017 im südafrikanischen Pietermaritzburg errang sie jeweils Silber im Einzelzeitfahren und im Straßenrennen. Im Jahr darauf wurde sie Weltmeisterin im Einzelzeitfahren sowie Vize-Weltmeisterin im Straßenrennen.
2019 startete de Vaan bei keinem Rennen, da sie aufgrund von Regeländerungen durch den Weltradsportverband UCI neu klassifiziert wurde, was bedeutete, dass sie nicht mehr als Handbikerin antreten durfte, sondern Rennen auf einem Rennrad bestreiten sollte, was ihr aber nicht möglich ist. Dadurch verlor sie ihren Status als Spitzensportlerin. Weil ihr so die Qualifikation für die Sommer-Paralympics 2020 in Tokio nicht möglich war, beendete sie ihre aktive Radsportlaufbahn im September 2020, nachdem sie ein weiteres Mal niederländische Meisterin geworden war.

## Erfolge (Auswahl)
2009

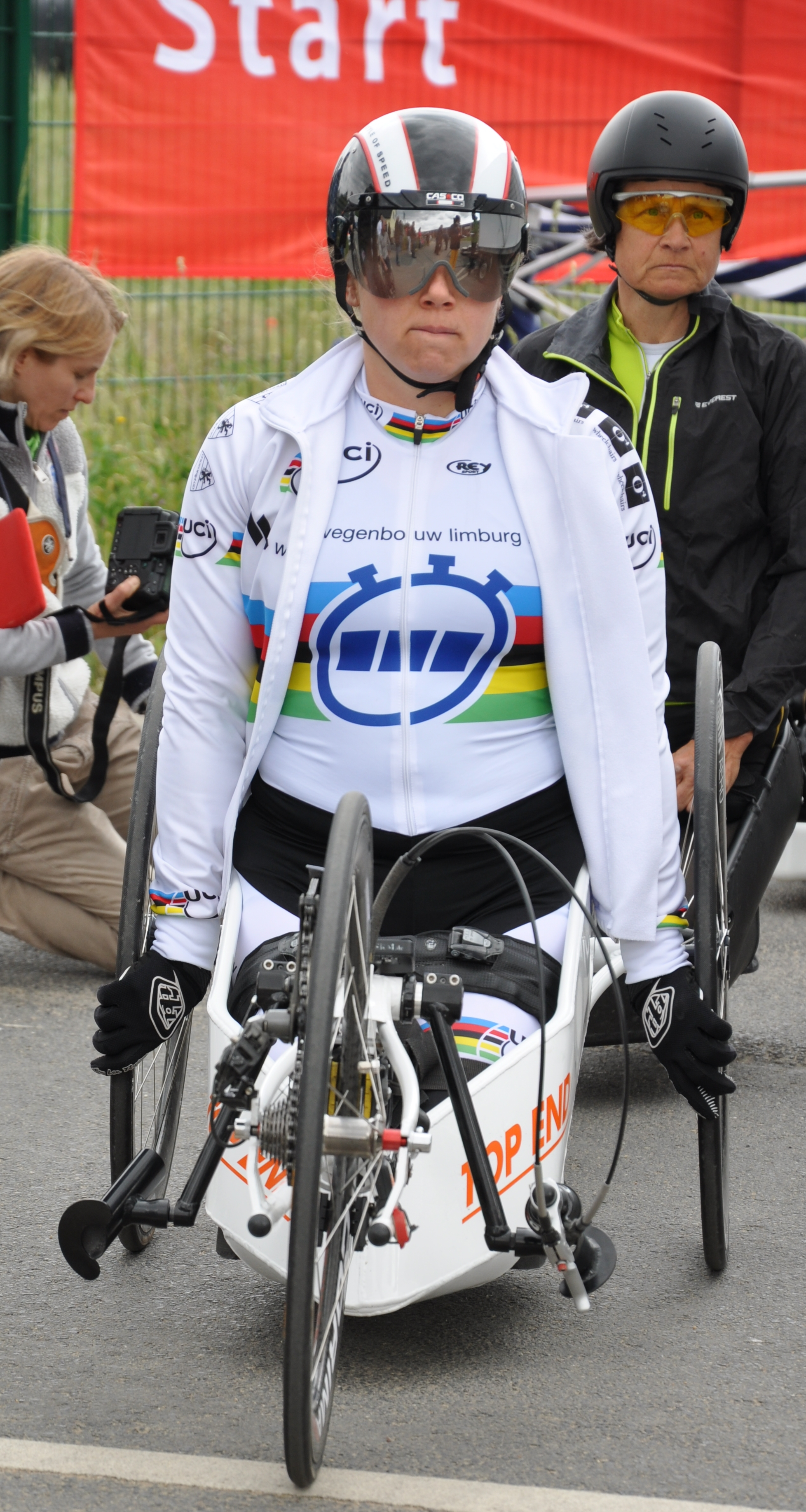
De Vaan vor dem Start zum Europacup 2016 in Elsdorf

- Weltmeisterschaft – Einzelzeitfahren
- Weltmeisterschaft – Straßenrennen

2010
- Weltmeisterschaft – Straßenrennen, Einzelzeitfahren

2011
- Weltmeisterin – Einzelzeitfahren

2012
- Paralympics – Straßenrennen
- Paralympics – Einzelzeitfahren

2013
- Weltmeisterschaft – Straßenrennen, Einzelzeitfahren

2014
- Weltmeisterschaft – Straßenrennen, Einzelzeitfahren

2015
- Weltmeisterin – Einzelzeitfahren
- Weltmeisterschaft – Straßenrennen

2016
- Paralympics – Straßenrennen
- Paralympics – Einzelzeitfahren

2017
- Weltmeisterschaft (H5) – Einzelzeitfahren, Straßenrennen

2018
- Weltmeisterin (H5) – Einzelzeitfahren
- Weltmeisterschaft (H5) – Straßenrennen